# Bimota KB1
La Bimota KB1 es una motocicleta deportiva creada por la compañía italiana Bimota, empleando un motor japonés Kawasaki, presentada en el Salón de Milán en noviembre de 1977.

## Características
La KB1 es una motocicleta con un chasis multitubular de acero, equipada con un motor de cuatro cilindros en línea, de cuatro tiempos, con refrigeración por aire. Existían varias posibilidades de motorización, siempre de origen Kawasaki, concretamente de los modelos Kawasaki Z900 y Kawasaki Z1000. Una opción intermedia consistía en añadir un kit Yoshimura de potenciación al motor de la Z900, que incrementaba al mismo tiempo su cilindrada.

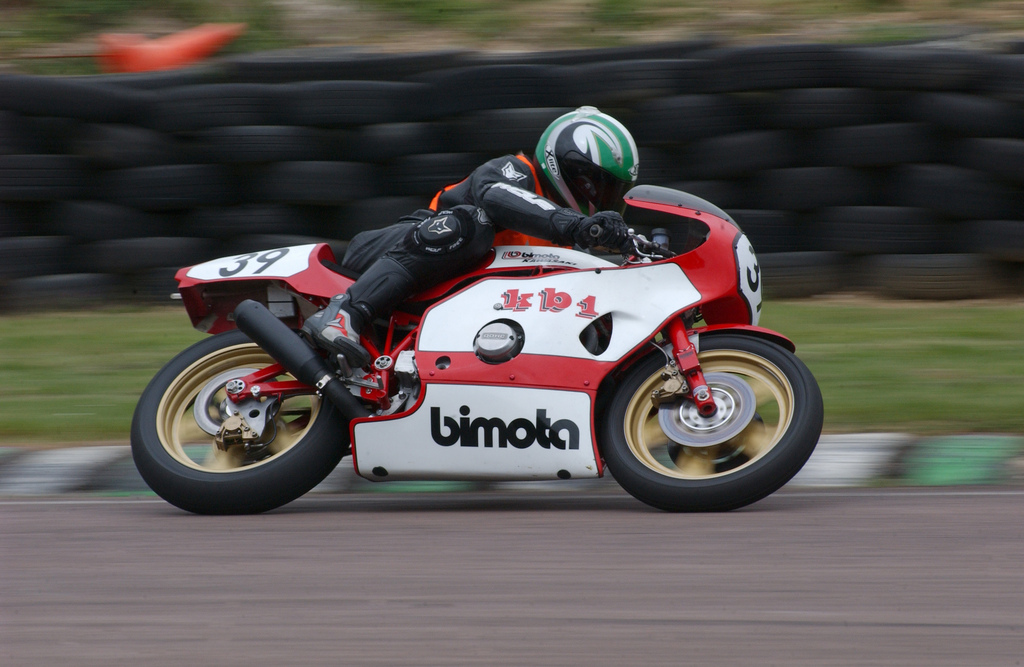
Una KB1 en circuito.

Del mismo modo, la batería de cuatro carburadores Mikuni podían variar entre los 26 y los 29 mm, según la cilindrada del motor equipado, que oscilaba entre los 903 cc del modelo Z900, hasta los 1015 del Z1000, pasando por los 984 del kit Yoshimura. El citado kit no sólo aumentaba el diámetro de los cilindros, sino que reemplazaba la culata, los muelles de las válvulas, la cadena de distribución, el filtro de los carburadores y añadía un radiador de aceite.
El chasis está realizado con tubos de acero al cromo-molibdeno, soldados siguiendo un esquema triangular que rodea al motor. Los componentes no realizados directamente por Bimota eran suministrados por la industria auxiliar, pero siempre con elementos de gama alta. Las llantas son de magnesio forjado, realizadas por Campagnolo. La horquilla delantera, de 38 mm, estaba firmada por Marzocchi, mientras que el monoamortiguador trasero era DeCarbon. El sistema de frenado era de Brembo.
La KB1 podía ser adquirida lista para rodar, o bien como un chasis a montar y motorizar por el comprador.